# Sonia Holm
Sonia Holm, née le 24 février 1920 à Sutton et morte le 2 juillet 1974, est une actrice britannique.

## Filmographie
- 1948: Miranda de Ken Annakin
- 1948: Warning to Wantons de Donald B. Wilson
- 1949 : Les Amours de Lord Byron (The Bad Lord Byron) de David MacDonald